# 2013年艾雷諾龍捲風
2013年艾雷諾龍捲風（2013 El Reno Tornado）是發生在2013年5月31日星期五傍晚，美國俄克拉荷馬州中部農村艾雷諾（El Reno）一場非常大的EF3龍捲風襲擊事件。這次龍捲風是歷史上最寬廣的龍捲風，是2013年5月26日至5月31日龍捲風大爆發一部分。龍捲風最初於下午6:03接觸地面。距離艾雷諾西南西約8.3英里（13.4公里），之後規模迅速擴大，變得兇猛。龍捲風大多在開闊地形上移動，並沒有影響到許多建築物。根據來移動天氣雷達的測量數據顯示，渦流內的極端風速高達301英里/小時（484公里/小時），是人類在地球上觀測到的第二高風速，只有1999年的Bridge Creek-Moore龍捲風風速更高。當它越過美國81號高速公路時，寬度已經發展到創紀錄的2.6英里（4.2公里）。龍捲風向東北方向移動後很快就減弱了。穿過40號州際公路時，龍捲風在下午6:43左右消散。
2013年艾雷諾龍捲風殺死了四個追風者，這是追風者史上最早的死亡事件。雖然龍捲風大多在開闊地形上移動，但其巨大規模和多變的移動方向使追風者措手不及。在81號高速公路附近，TWISTEX科學家和工程師蒂姆·薩馬拉斯及兒子Paul和研究夥伴Carl Young因此喪生。決定追隨風暴的當地居民理查德·亨德森在同一地區失去了生命，他在喪生前用手機拍下一張龍捲風的照片。其他追風者，包括The Weather Channel的Mike Bettes和Reed Timmer都因此受傷或車輛受損。根據氣象雷達分析顯示追風者被強烈的內部子渦旋擊中。總體而言，龍捲風造成8人死亡，151人受傷。2013年艾雷諾龍捲風已成為有史以來研究最多，最臭名昭著的龍捲風之一。國家氣象局將2013年艾雷諾龍捲風稱為“風暴觀測史上最危險的龍捲風”。
除了高峰時段的交通外，俄克拉荷馬城的數千名居民試圖逃離龍捲風的預計路徑。如果龍捲風經過擁擠的高速公路，可能將會有超過500人喪生。

## 外部連結
- Wurman, Joshua; Kosiba, K. . . Breckenridge, CO: American Meteorological Society. 2013-09-16  [2019-08-18]. （原始内容存档于2019-08-18）.
- Wakimoto, Roger M.; N. T. Atkins; K. M. Butler; H. B. Bluestein; K. Thiem; J. C. Snyder; J. Houser; K. Kosiba; J. Wurman. . Mon. Wea. Rev. 2016, 144 (5): 1749–76. Bibcode:2016MWRv..144.1749W. doi:10.1175/MWR-D-15-0367.1.
- YouTube上的Doppler Radar – El Reno / Union City Oklahoma EF5 Tornado May 31, 2013
- YouTube上的El Reno OK Tornado with SN Dots
- YouTube上的May 31, 2013 EF5 El Reno Tornado Showing Multiple Funnels/Sub Vortices Filmed from Dominator
- YouTube上的'Dangerous Day Ahead' – May 31, 2013 El Reno, OK Tornado Weather Channel Special
- YouTube上的Storms of the Great Plains: the El Reno, Oklahoma tornado, May 31, 2013